# Andraž Šporar
Andraž Šporar, född 27 februari 1994, är en slovensk fotbollsspelare som spelar för Panathinaikos och Sloveniens landslag.

## Klubbkarriär
Den 23 januari 2020 värvades Šporar av Sporting Lissabon, där han skrev på ett femårskontrakt. Den 1 februari 2021 lånades Šporar ut till Braga på ett låneavtal över resten av säsongen 2020/2021. I augusti 2021 gick han på lån till The Championship-klubben Middlesbrough.

## Landslagskarriär
Šporar debuterade för Sloveniens landslag den 11 november 2016 i en 1–0-vinst över Malta, där han blev inbytt mot Milivoje Novakovič i den 83:e minuten.